# Jakarta项目
Jakarta專案是在Apache軟件基金會营运的开放源代码开发项目之一。开发着面向对象编程语言Java的程序库，框架等。
Jakarta是Apache組織下的一套Java解决方案的開源軟體的名称，它包括了很多子專案。Tomcat、Ant、Struts等等現在是Apache下的開源專案，也曾是Jakarta的關聯專案。
Jakarta的名称与印度尼西亚的首都雅加达（Jakarta）并无直接关系，实际上它是根据Sun Microsystems公司当时讨论创建这个项目时的会议室命名的。

## 子專案
其中，Jakarta專案所包括的相关工具、函式庫以及框架等罗列如下：
- BCEL - 处理Java位元組碼的類別函式庫
- BSF - 脚本程式框架
- Cactus - 伺服器端Java類別测试工具框架
- ECS - 用来产生用于各种标记的Java API
- HttpComponents- 超文本传输协议
- JCS - 分散式快取系统
- JMeter - 压力测试工具
- ORO - Java類別函式庫，提供与Perl5兼容的正则表达式功能
- Regexp - 纯Java正则表达式函式庫
- Slide - 内容儲存函式庫，主要使用WebDAV
- Taglibs - 一个代码库，用于支持开发定制化的JSP tag lib

以前隶属于Jakarta專案，但现在作为Apache软件基金的獨立專案，有：
- Ant - 构建工具
- Commons - 一组使用類別的合集，主要作为Java标准函式庫的补充
- HiveMind - 一个服务和配置的微核心
- Maven - 一个项目构建和管理工具
- POI - 一个纯java版本的函式庫，用于操作Microsoft的常见文档格式，如Excel、Word、PowerPoint、Visio、Publisher、Outlook文件
- Struts - 一种Web应用程序开发框架
- Tapestry - 基于JavaBeans属性和强大的规格的组件对象模型
- Tomcat - 伺服器，提供JSP/Servlet相关容器類別
- Turbine - web应用快速开发框架
- Velocity - 模板引擎